# Sud-Ouest, Burkina Faso
Sud-Ouest är en administrativ region i sydvästra Burkina Faso, med gräns mot Ghana i öster och Elfenbenskusten i söder. Befolkningen uppgår till nästan 700 000 invånare och den administrativa huvudorten är Gaoua. Floden Svarta Volta utgör gränsen mellan regionen och Ghana.

## Administrativ indelning
Regionen är indelad i fyra provinser:
- Bougouriba
- Ioba
- Noumbiel
- Poni

Dessa provinser är i sin tur indelade i sammanlagt 28 departement (dessa fungerar samtidigt som kommuner).